# Banusz

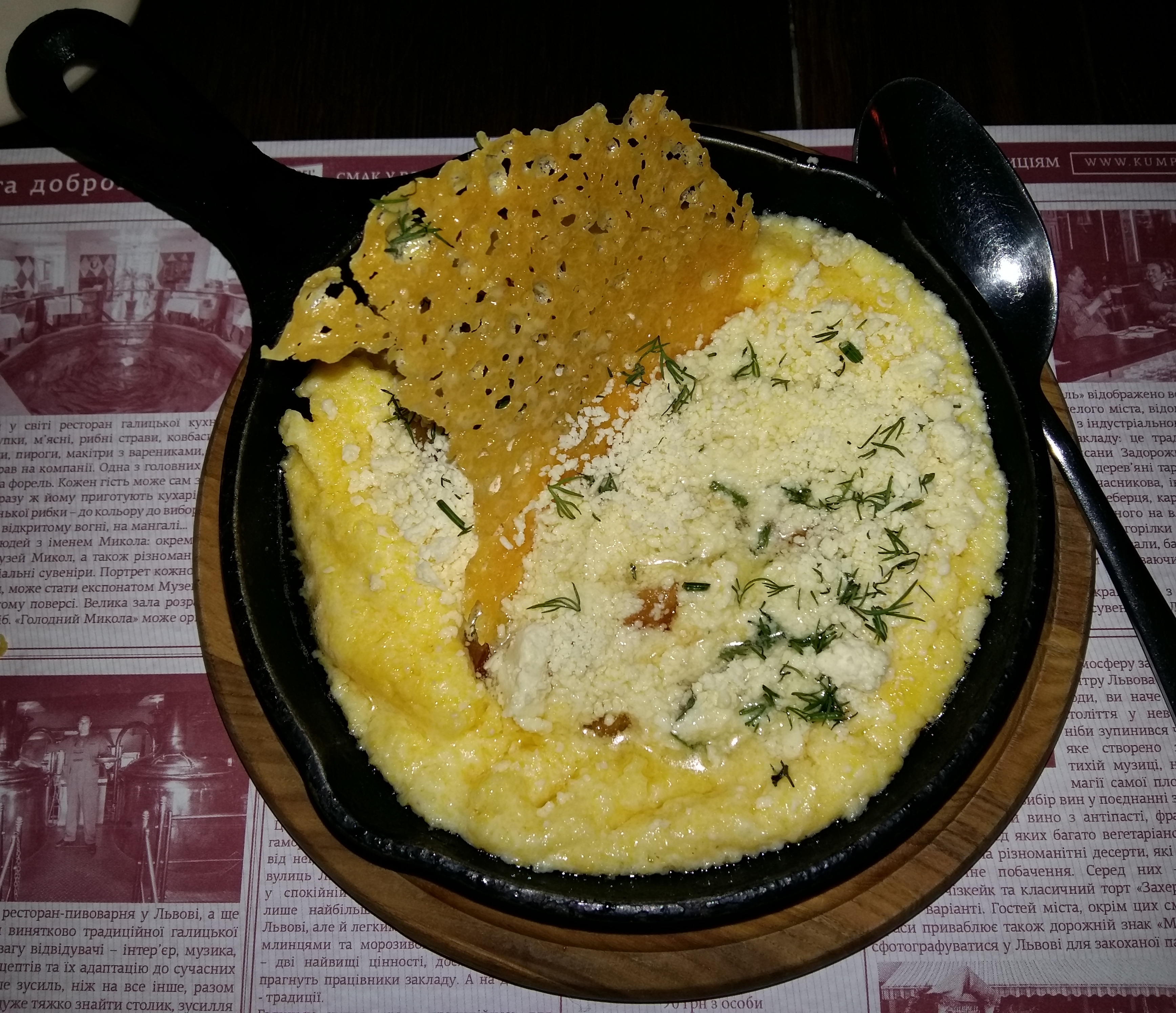
Banusz (banosz) w restauracji we Lwowie

Banusz – potrawa, którą przygotowuje się z mąki kukurydzianej i śmietany, dodaje się do niej skwarki, grzyby, bryndzę itp. Rozpowszechniona jest w regionie karpackim na Ukrainie oraz w Rumunii (pod nazwą bălmuș).

## Warianty przepisów
1. Należy wziąć 3 szklanki śmietany i doprowadzić ją do wrzenia. Następnie dodawać po trochu szklankę mąki kukurydzianej, ale nie mieszać, a następnie zostawić całość na kwadrans aby w spokojnie mogło się gotować. Następnie należy rozdzielić całość na dwie części i gotować każdą oddzielnie mieszając tak długo (około 5 minut) póki zagotowana mąka nie puści tłuszczu.
2. Świeżo zebraną śmietanę doprowadzić do wrzenia, następnie posolić i gotować w niej kukurydzianą mąkę nie mieszając, po upływie około 20–25 minut zdjąć z ognia i rzetelnie mieszać póki na powierzchni nie pojawi się masło. Następnie należy ją posolić, dodać żółtko i kolejno łyżkę cukru i masła.

Banusz przygotowywano głównie w górskich regionach i przedgórzach Karpat w szczególności na święta dla gości. Jedzono go z bryndzą, serem. 
W Karpatach powszechne jest również danie zwane kulesha lub tokan, główną różnicą w stosunku do banuszu jest to, że gotuje się je we wrzącej wodzie. Mamałyga ma nieco inną konsystencję.